# Бій при Техумарді
Бій в Техумарді — одна з найжорстокіших битв на острові Сааремаа, що тривала в ніч з 8-го по 9-те жовтня 1944 року і що стало завершенням першого етапу Моонзундської десантної операції.

## Хід бойових дій
У нічному бою біля села Техумарді зіткнулися 2-й батальйон 67-го Потсдамського гренадерського полку (360 чоловік) і загони 307-го окремого винищувально-протитанкового дивізіону 249-ї Естонської стрілецької дивізії (усього 670 чоловік).

## Втрати сторін
Втрати сторін склали приблизно 200 чоловік, в число яких входили вищі офіцери на чолі з командиром 307-го окремого протитанкового дивізіону майором В. Міллером.

## Увічнення пам'яті загиблих у битві
У 1967 році в пам'ять про загиблих радянських воїнів на місці битви був відкритий мечеподібний монумент захисникам і визволителям острова Сааремаа, зроблений з бетону і доломіту (автори Р. Кульд, А. Мурдмаа, М. Варіка).

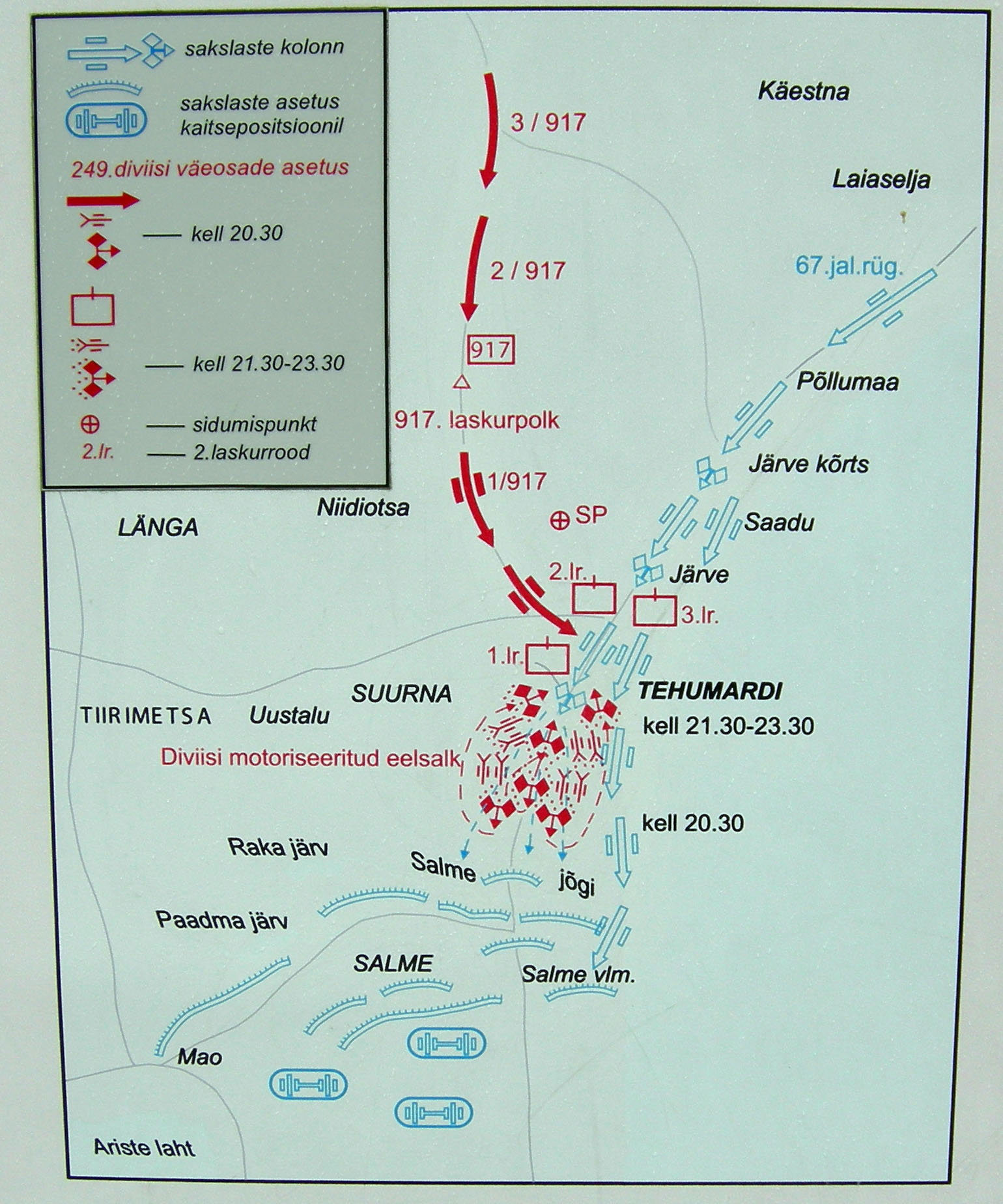